# Luís XVIII de França
Luís XVIII (Versalhes, 17 de novembro de 1755 – Paris, 16 de setembro de 1824), conhecido como Luís, o Desejado, foi o Rei da França e Navarra de 1814 até sua morte, exceto por um período em 1815 conhecido como o Governo dos Cem Dias. Luís passou 23 anos em exílio, de 1791 a 1814, durante a Revolução Francesa, a Primeira República Francesa e o Primeiro Império Francês, e depois novamente em 1815 durante os Cem Dias quando Napoleão Bonaparte voltou da Ilha de Elba.
Ele manteve o título de Conde da Provença como irmão mais novo do rei Luís XVI até ascender ao trono francês. A Convenção Nacional aboliu a monarquia em 21 de setembro de 1792 e depôs o rei, mais tarde executado na guilhotina. Quando o jovem filho de Luís XVI, Luís Carlos, morreu na prisão em junho de 1795, Luís sucedeu ao sobrinho como rei titular da França.
Ele viveu na Prússia, Rússia e Reino Unido durante a Revolução Francesa e o Período Napoleônico. Quando Napoleão foi finalmente derrotado em 1814 pela Sexta Coligação, Luís foi restaurado para aquilo que ele e os lealistas consideravam como sua posição de direito. Entretanto, Napoleão fugiu de seu exílio e restaurou seu império. Luís fugiu e a Sétima Coligação declarou guerra ao imperador, que foi finalmente derrotado. Assim, ele foi novamente restaurado ao trono francês.
Luís reinou por pouco menos de uma década. O regime da Restauração Bourbon era uma monarquia constitucional diferente do Antigo Regime absolutista. Sua prerrogativa real foi reduzida substancialmente pela nova constituição francesa. Luís não teve filhos e assim foi sucedido por seu irmão Carlos X, sendo o último monarca francês a morrer durante seu reinado.

## Início de vida

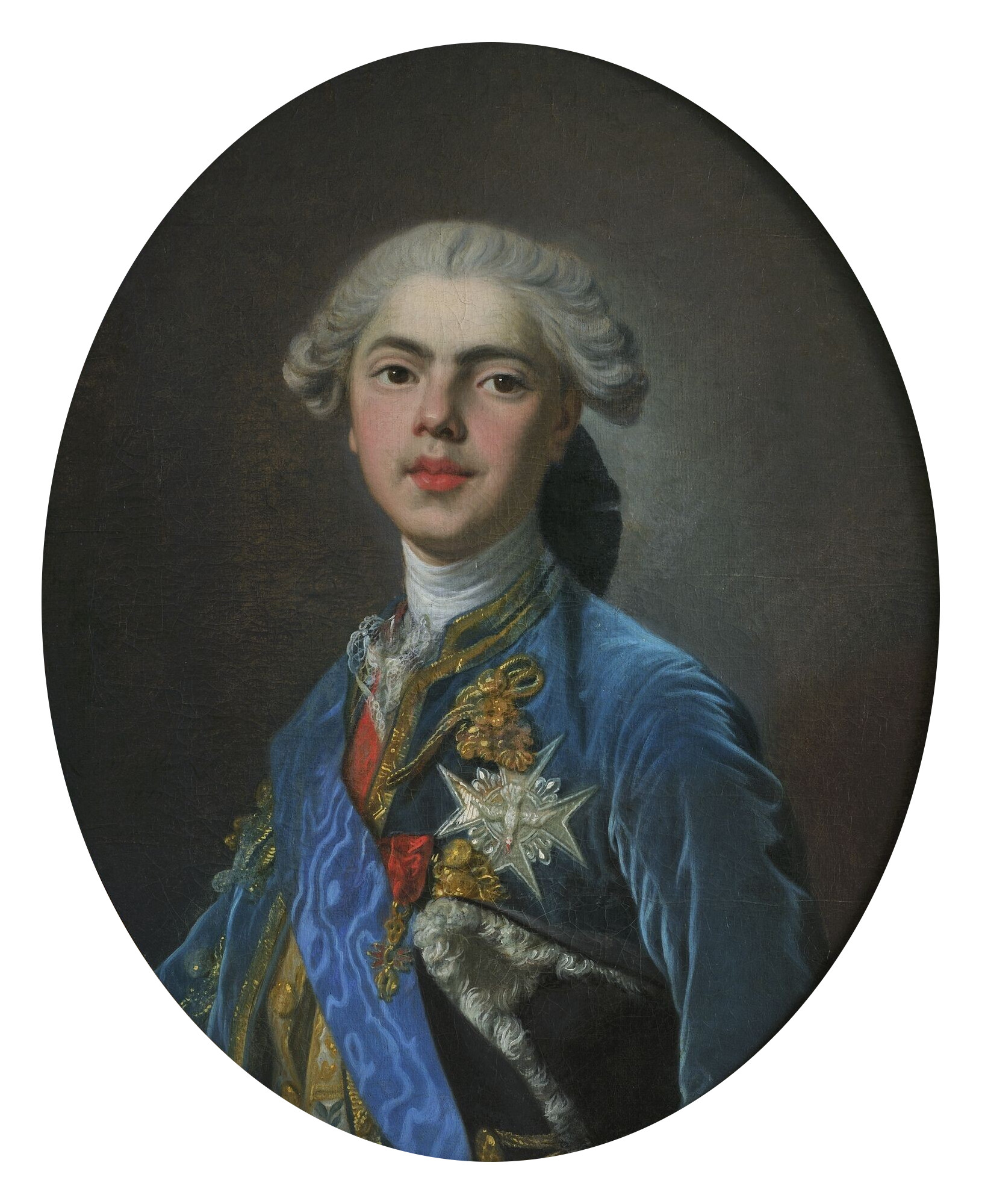
Luís em 1770, por Louis van Loo

Louis Stanislas Xavier nasceu no dia 17 de novembro de 1755 no Palácio de Versalhes, Versalhes, sendo filho de Luís, Delfim da França, e sua esposa Maria Josefa da Saxônia. Foi chamado de Conde da Provença desde seu nascimento. Era neto do rei Luís XV, sendo um Filho da França como filho do Delfim. Luís foi batizado seis meses após seu nascimento como era a tradição da Casa de Bourbon, não tendo nenhum nome durante esse período. Ao ser batizado, também se tornou membro da Ordem do Espírito Santo. Foi nomeado Luís porque era um nome típico para príncipes franceses, Estanislau em homenagem ao seu bisavô o rei Estanislau I da Polônia, e Xavier em homenagem a São Francisco Xavier, que era um dos patronos da família de sua mãe.
Luís era o quarto na linha de sucessão na época de seu nascimento, atrás de seu pai e seus dois irmãos mais velhos: José, Duque da Borgonha, e Luís Augusto, Duque de Berry. José morreu em 1761, deixando o Duque de Berry como o herdeiro até a morte prematura do Delfim em 1765. As duas mortes deixaram Luís em segundo na sucessão, enquanto Berry tornou-se o novo Delfim.
Luís encontrava conforto em sua governanta Maria Luísa de Rohan, Condessa de Marsan, sendo o favorito dentre seus irmãos. Aos sete anos foi tirado de Maria Luísa, quando a educação de meninos de sangue real e da nobreza era passada aos homens. Antônio de Quélen, Duque de La Vauguyon e amigo de seu pai, foi nomeado seu governador.
Era um menino inteligente, muito bom nos clássicos. Sua educação era da mesma qualidade que a de seu irmão mais velho Luís Augusto, mesmo com o fato do segundo ser o herdeiro e o primeiro não. A educação de Luís tinha uma natureza bem religiosa, com vários de seus professores sendo eclesiásticos. Antônio colocou no jovem Luís e em seus irmãos o modo como ele achava que príncipes deveriam "saber como colocar a individualidade de lado para gostarem de trabalhar" e "como raciocinar corretamente".
A educação de Luís foi concluída em abril de 1771 e sua própria criadagem foi estabelecida, que maravilhou contemporâneos pela extravagância: o número de criados em 1773 chegava a 390. Luís XV lhe concedeu no mesmo mês vários títulos: Duque de Anjou, Conde de Maine, Conde de Perche e Conde de Senoches.

## Casamento

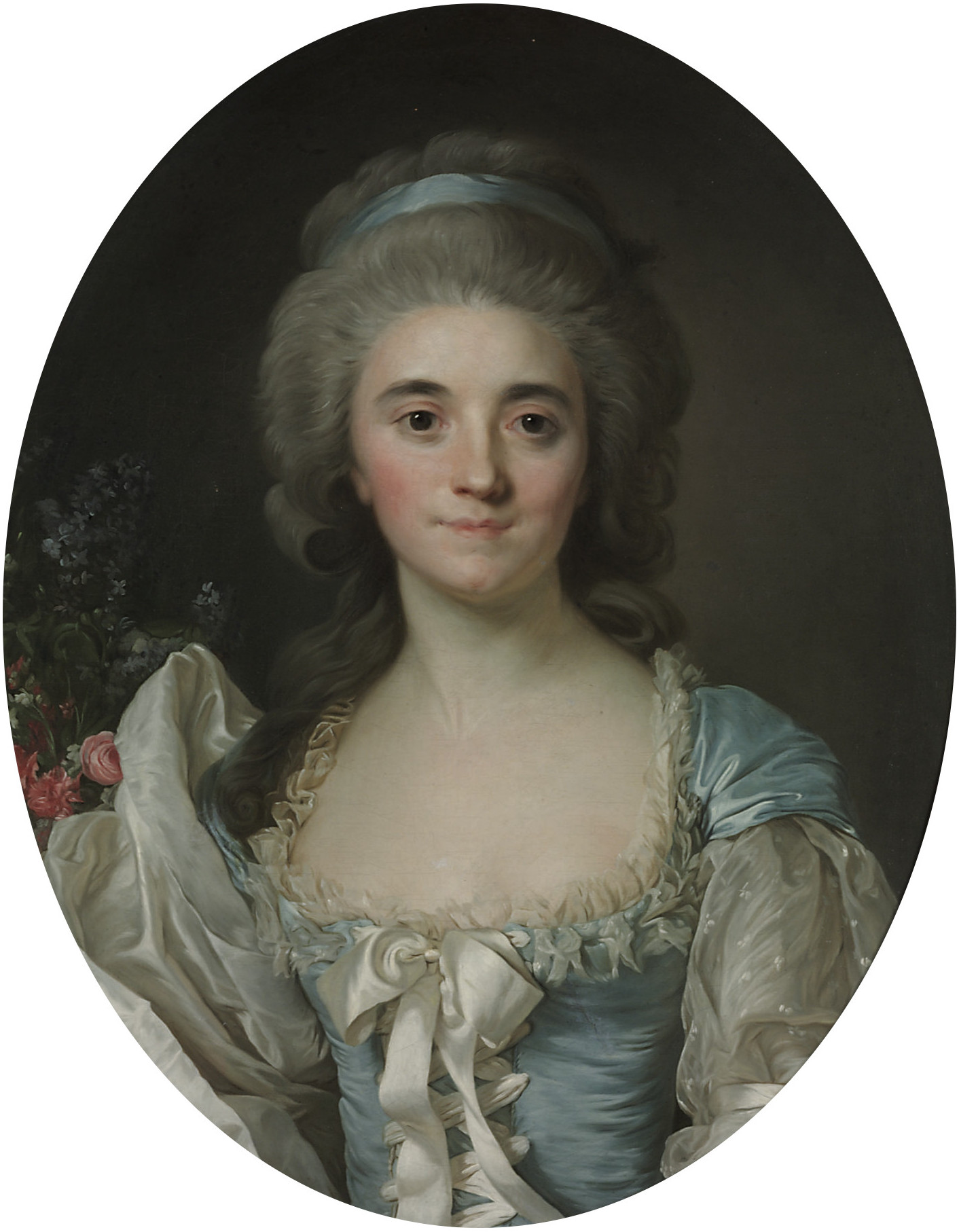
Maria Josefina de Saboia

Luís se casou em 14 de maio de 1771 com a princesa Maria Josefina de Saboia, filha de Vítor Amadeu III de Saboia, Rei da Sardenha e sua esposa Maria Antônia da Espanha. Seguiu-se um luxuoso baile seis dias depois.
Luís tinha repulsa da esposa, que era considerada feia, tediosa e ignorante dos costumes da corte de Versalhes. O casamento permaneceu sem consumação por anos; biógrafos discordam sobre o motivo. As teorias mais comuns propõem que Luís era impotente ou que sua falta de desejo se devia pela falta de higiene pessoal de Maria Josefina: ela não escovava os dentes, não tirava as sobrancelhas e não usava perfumes. Luís era obeso na época do casamento e bamboleava ao invés de caminhar. Ele não fazia exercícios e se alimentava com enormes quantidades de comida.
Apesar de Luís não ter se encantado com a esposa, ele gabava-se que os dois tinham vigorosas relações conjugais – porém tais declarações não eram levadas muito a sério pelos cortesãos de Versalhes. Ele afirmava que Maria Josefina estava grávida para aborrecer Luís Augusto e sua esposa Maria Antonieta da Áustria, cujo casamento ainda não havia sido consumado. O Delfim e o Conde da Provença não tinham uma relação harmoniosa e frequentemente brigavam, assim como suas esposas. Luís engravidou a mulher em 1774, tendo superado sua aversão. Entretanto, a gravidez terminou em aborto. Uma segunda gravidez em 1781 também terminou em aborto e o casamento permaneceu sem filhos.
Luís teve inúmeros casos extraconjugais, tanto com homens quanto mulheres, entre seus favoritos estavam: o Duque de Avaray, a Condessa de Balbi, o Duque de Blacas, o Duque Decazes, a Condessa de Cayla e a Condessa de Ponevej.

## Reinado de Luís XVI

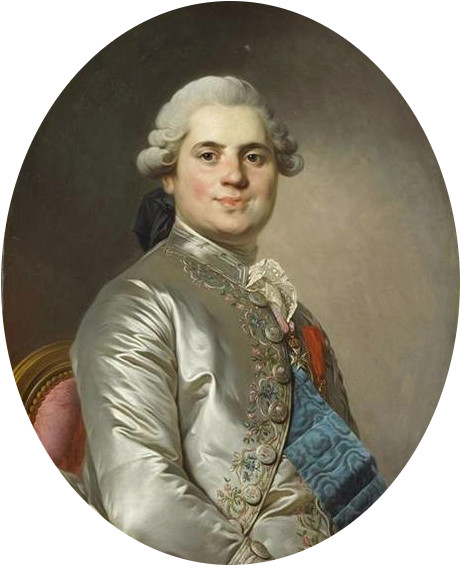
Luís c. 1778, por Joseph Duplessis. No Museu Condé

Luís XV adoeceu com varíola em 27 de abril de 1774, morrendo em 10 de maio. O Delfim sucedeu ao avô no trono como rei Luís XVI. Luís recebeu o título de Monsenhor como irmão do rei. Ele almejava influência política, tentando sem sucesso entrar para o conselho real em 1774. O Conde da Provença acabou ficando em um limbo político que ele chamou de "uma lacuna de doze anos na minha vida política". Luís XVI deu ao irmão em dezembro as rendas do Ducado de Alençon. O título deveria aumentar o prestígio de Luís, porém o apanágio gerava apenas trezentos mil livres por ano, uma quantia muito mais baixa que seu pico no século XIV.
Luís viajou pela França mais que qualquer outro membro da família real, que raramente deixavam Ilha de França. Ele acompanhou sua irmã Maria Clotilde a Chambéry em 1774 em uma jornada para encontrar o noivo dela Carlos Emanuel, Príncipe de Piedmont e herdeiro do trono da Sardenha. Ele visitou Lyon no ano seguinte e suas tias Maria Adelaide e Vitória enquanto passavam por Vichy. As quatro viagens provinciais que Luís realizou antes de 1791 totalizaram três meses.
A gravidez de Maria Antonieta foi confirmada em 5 de maio de 1778. A rainha deu à luz Maria Teresa Carlota em 19 de dezembro, que recebeu o título de Madame Real. O nascimento de uma menina foi um alívio para Luís, que manteve seu lugar como primeiro na sucessão já que a Lei Sálica excluía mulheres de ascender ao trono da França. Entretanto, Maria Antonieta deu à luz o Delfim Luís José em 22 de outubro de 1781. O Conde da Provença e seu irmão Carlos, Conde de Artois, foram os padrinhos representando o irmão da rainha, o imperador José II do Sacro Império Romano-Germânico. Quatro anos depois ela teve um segundo filho: Luís Carlos.
Ana Nompar de Caumont, Condessa de Balbi, entrou no serviço de Maria Josefina em 1780. Luís logo se apaixonou pela nova dama-de-companhia da esposa e a colocou como sua amante, fazendo com que a já pequena afeição que o casal sentia entre si desaparecesse completamente. Ele encomendou um pavilhão para Ana que acabou ficando conhecido como Parc Balbi em Versalhes.
Luís vivia um estilo de vida calmo e sedentário até esse ponto, não tendo muito o que fazer desde sua auto-declarada exclusão política em 1774. Ele mantinha-se ocupado com uma enorme biblioteca de mais de onze mil livros no pavilhão de Balbi, sempre lendo durante várias horas pelas manhãs. Ele também contraiu enormes dívidas no início da década de 1780, com seu irmão o rei acabando por pagá-las.

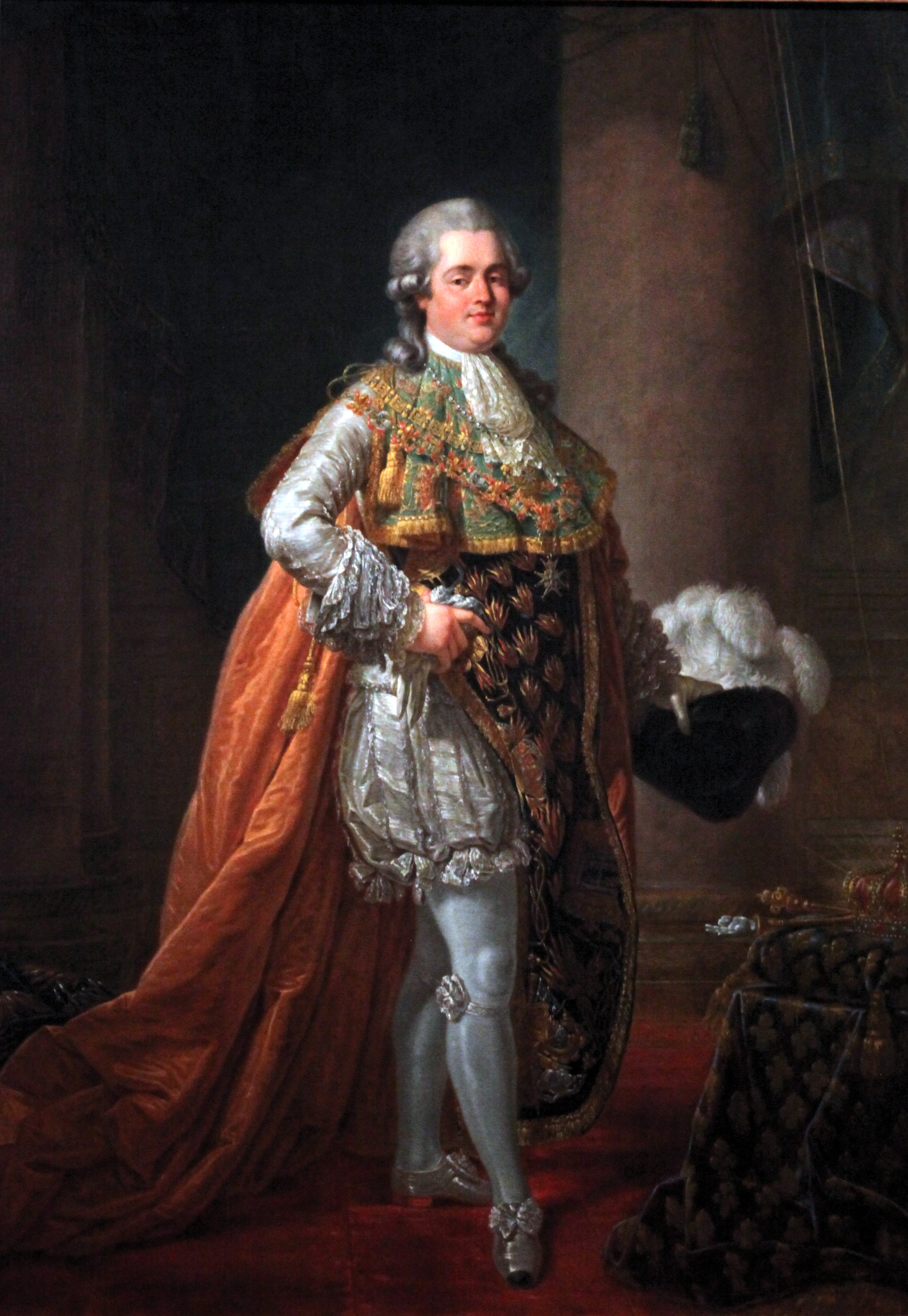
Luís em 1788, por Antoine-François Callet. (Museu da Revolução Francesa)

Uma Assembleia dos Notáveis, que consistia nos magistrados, prefeitos, nobres e clérigos, se reuniu em fevereiro de 1787 para ratificar as reformas financeiras desejadas pelo controlador-geral das finanças Charles Alexandre de Calonne. Isso deu a Luís, que abominava as reformas radicais propostas por Calonne, a oportunidade que há tanto esperava de se estabelecer na política. As reformas propunham um novo imposto sobre imóveis e novas assembleias provinciais eleitas que teriam opinião sobre os impostos. As propostas de Calonne foram rejeitadas de imediato pelos nobres e, como resultado, Luís XVI o dispensou. Loménie de Brienne, Arcebispo de Toulouse, foi nomeado para o cargo. Ele tentou salvar as reformas de seu predecessor, porém não conseguiu convencer os nobres a aprová-las. O rei, frustrado, dissolveu a assembleia.
As reformas de Brienne então foram submetidas ao parlamento de Paris na esperança que fossem aprovadas. O parlamento era responsável por ratificar os éditos do rei, com cada província tendo seu próprio parlamento, porém o de Paris era o mais importante de todos. O parlamento se recusou a aceitar as reformas de Brienne e anunciou que quaisquer novos impostos deveriam ser aprovados em uma Assembleia dos Estados Gerais. Luís XVI e Brienne tomaram uma posição hostil, com o rei implementando uma lit de justice, que automaticamente registrava um édito no parlamento parisiense, para ratificar as reformas desejadas. Dois importantes membros do parlamento foram presos em 8 de maio. Houve revoltas na Bretanha, Provença, Borgonha e Béarn. As prisões foram engenhadas por nobres e magistrados locais. O clero aliou-se à causa provincial e condenou as reformas tributárias de Brienne. Ele aceitou a derrota em julho e concordou em convocar os Estados Gerais para 1789, renunciando em agosto e sendo substituído pelo suíço Jacques Necker.
Um segunda Assembleia dos Notáveis foi convocada por Necker em 1788 para estabelecer o próximo Estados Gerais. O parlamento de Paris recomendou que os Estados deveriam ser iguais aos da última assembleia de 1614, significando que o clero e a nobreza teriam uma representação maior que o Terceiro Estado. Os notáveis acabaram por rejeitar a proposta da "dupla representação". Luís foi o único nobre a votar pelo aumento da representação do Terceiro Estado. Necker desconsiderou o julgamento dos nobres e convenceu o rei a dar ao povo representação extra em 27 de dezembro.

### Revolução Francesa

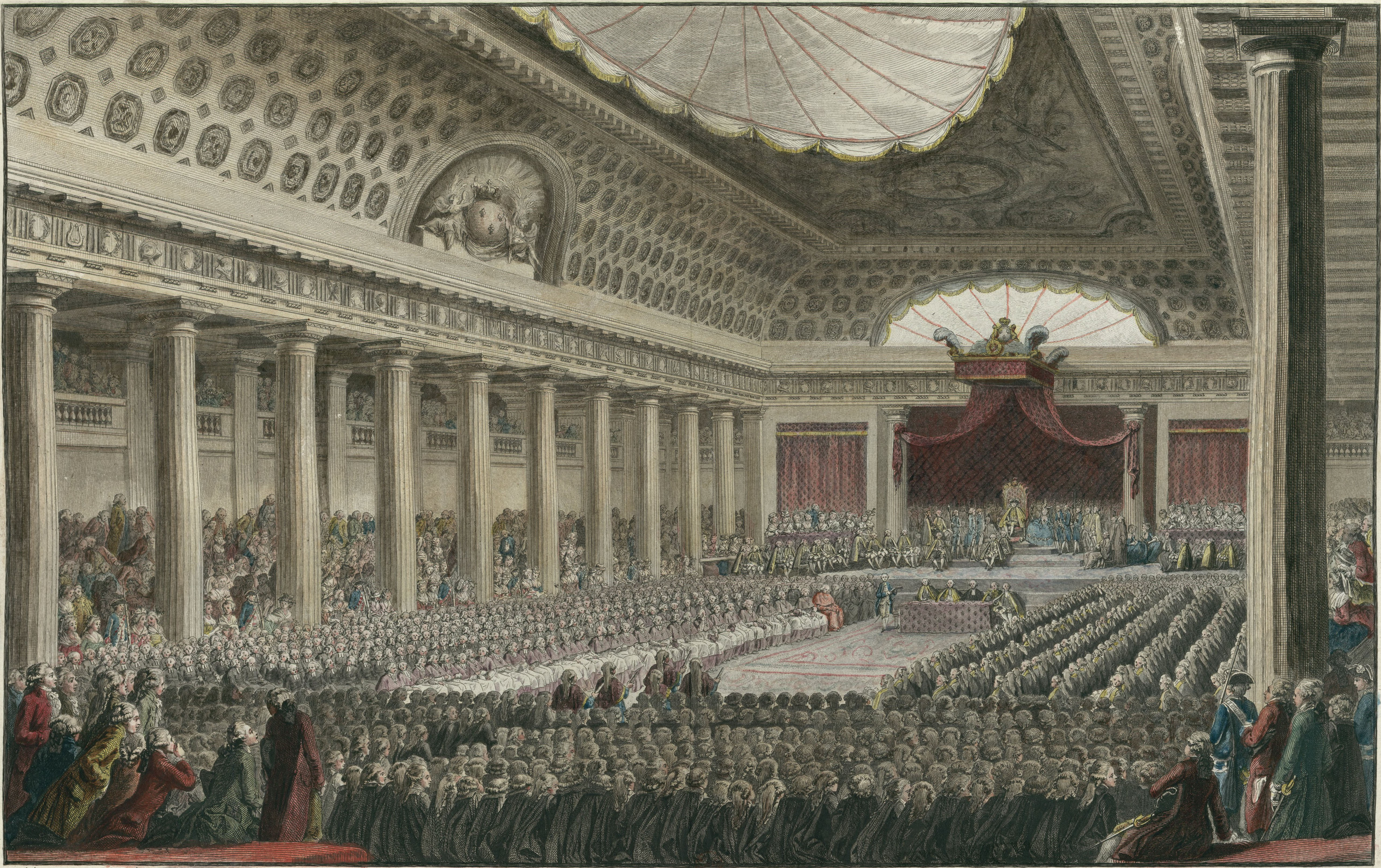
A abertura dos Estados Gerais, por Isidore-Stanislaus Helman e Charles Monnet. Na Biblioteca Nacional

Os Estados Gerais se reuniram em maio de 1789 para ratificar reformas financeiras. Luís era a favor de uma posição forte contra o Terceiro Estado e suas exigências de reformas tributárias. O Terceiro Estado se autodeclarou em 17 de junho a Assembleia Nacional do povo francês. O Conde da Provença pediu ao rei que agisse fortemente contra a declaração, enquanto o popular Necker tinha a intenção de negociar. Luís XVI permaneceu caracteristicamente indeciso. A assembleia se declarou em 9 de julho a Assembleia Nacional Constituinte com a intenção de escrever uma constituição para a França. O rei dispensou Necker dois dias depois, causando grandes tumultos por toda Paris. Um regimento de cavalaria comandado por Carlos Eugênio de Lorena, Príncipe de Lambesc, atacou em 12 de julho uma multidão reunida nos jardins do Palácio das Tulherias, com a Tomada da Bastilha ocorrendo dois dias depois.
Carlos, Conde de Artois, fugiu da França em 16 de julho com sua esposa, filhos e vários cortesãos. Ele e a família refugiaram-se em Turim, capital do Reino da Sardenha governado por seu sogro, junto com a família de Luís José, Príncipe de Condé. O Conde da Provença decidiu ficar em Versalhes. Quando a família real planejou fugir de Versalhes para Metz, o conde aconselhou o rei a permanecer, sugestão que Luís XVI aceitou.
A família real foi forçada a deixar Versalhes um dia após a Marcha sobre Versalhes em 5 de outubro. Eles se mudaram para Paris, com Luís e sua esposa alojando-se no Palácio do Luxemburgo enquanto o resto da família ficou no Palácio das Tulherias. A Assembleia Nacional criou uma lei em março de 1791 que delineava uma regência para o Delfim Luís Carlos caso seu pai morresse enquanto ainda era muito jovem para reinar. Essa lei colocava a regência no parente masculino mais próximo do príncipe, que na época era Luís, e depois dele em Luís Filipe II, Duque de Orleães, pulando assim Carlos. Se Luís Filipe estivesse indisponível, a regência seria submetida a uma eleição.

## Exílio

### Primeiros anos
Luís e Maria Josefina fugiram em junho de 1791 para os Países Baixos Austríacos, se autoproclamou regente da França ao chegar. Ele mostrou um documento que havia escrito com Luís XVI antes de fugir, que lhe dava a regência no caso da morte do irmão ou sua incapacidade de realizar suas funções como rei. Luís juntou-se a outros príncipes em exílio em Coblença, onde ele, Carlos e os Condés declararam sua intenção de invadir a França. O rei ficou irritado pelas ações do irmão. O Conde da Provença enviou emissários para várias cortes europeias pedindo por auxílio financeiro, soldados e munição. Carlos conseguiu um castelo no Eleitorado de Tréveris para a corte em exílio, onde seu tio materno príncipe Clementino Venceslau da Saxônia era o Arcebispo-Eleitor. As atividades dos príncipes tiveram fruto quando os governantes da Prússia e do Sacro Império Romano-Germânico se reuniram em Dresden. Eles publicaram a Declaração de Pillnitz em agosto, que pedia para a Europa intervir na França caso Luís XVI ou sua família estivessem em perigo. O apoio do Conde da Provença à declaração não foi bem recebido na França, tanto pelos cidadãos ordinários quanto pelo rei.

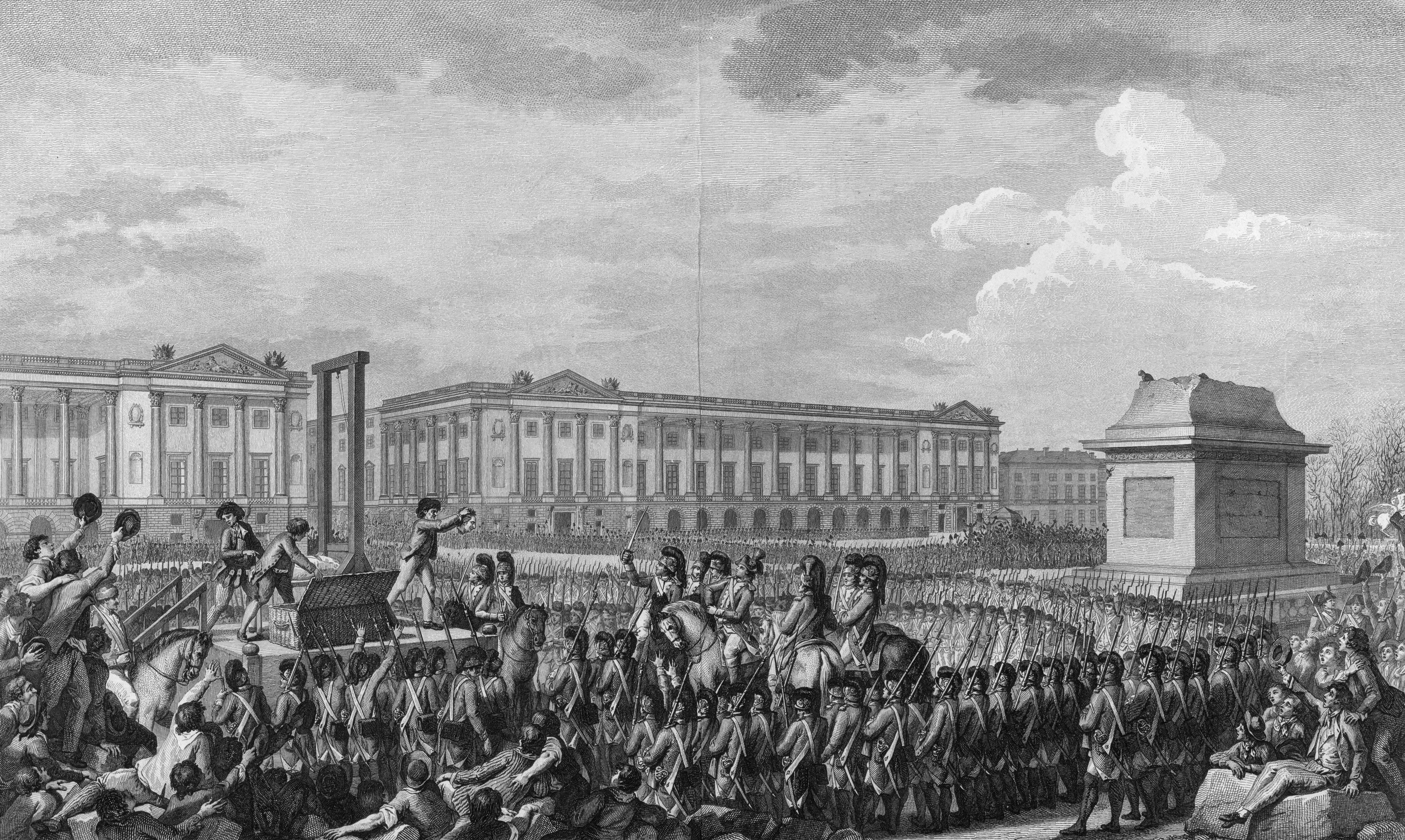
Execução de Luís XVI em 1793, por Isidore-Stanislas Helman, Antoine-Jean Duclos e Charles Monnet. Na Biblioteca Nacional

A Assembleia Nacional declarou em janeiro de 1792 que todos os nobres exilados eram traidores da França, com suas propriedades e títulos sendo confiscados. A monarquia francesa foi abolida pela Convenção Nacional em 27 de setembro de 1792. Luís XVI foi executado em 21 de janeiro de 1793, assim deixando seu filho Luís Carlos como o rei titular. Os príncipes exilados proclamaram o menino como "Luís XVII de França". O Conde da Provença unilateralmente se declarou como regente do sobrinho, que ainda era muito jovem para liderar a Casa de Bourbon.
Luís Carlos acabou morrendo no cativeiro dois anos depois em junho de 1795. Sua única irmã ainda viva, Maria Teresa, não era considerada uma candidata ao trono por causa da tradicional Lei Sálica. Assim os príncipes exilados declararam que o Conde da Provença era o "Rei Luís XVIII". O novo rei aceitou a declaração logo depois. Luís começou a escrever um manifesto em resposta à morte do sobrinho, conhecido como a "Declaração de Verona", que era uma tentativa de apresentar suas políticas ao povo francês. A declaração acenava para a volta da monarquia, "que por catorze séculos foi a glória da França".
Luís negociou em 1795 a libertação de Maria Teresa de seu cativeiro em Paris. Ele queria que ela se casasse com o primo direto Luís Antônio, Duque de Angoulême e filho de seu irmão Carlos. Luís recebeu a sobrinha afirmando que os últimos desejos de seus pais eram para que ela se casasse com o duque, e Maria Teresa obedientemente concordou. Luís e a família real acabaram forçados a abandonar Verona em 1796 quando Napoleão Bonaparte invadiu Veneza.

### Rússia e Prússia
Luís estava lutando pela custódia de Maria Teresa desde que ela havia sido libertada da Torre do Templo. Ele conseguiu quando Francisco II, Sacro Imperador Romano-Germânico, concordou em abrir mão de seu direito em 1796. Ela estava vivendo em Viena com seus parentes Habsburgo desde janeiro de 1796. Luís se mudou para Blanquemburgo no Ducado de Brunsvique depois de partir de Verona, vivendo em um modesto apartamento de dois dormitórios em cima de uma loja. Ele foi forçado a deixar a cidade quando o rei Frederico Guilherme II da Prússia morreu. Por causa disso, Maria Teresa decidiu esperar um pouco mais antes de se reunir com o tio.

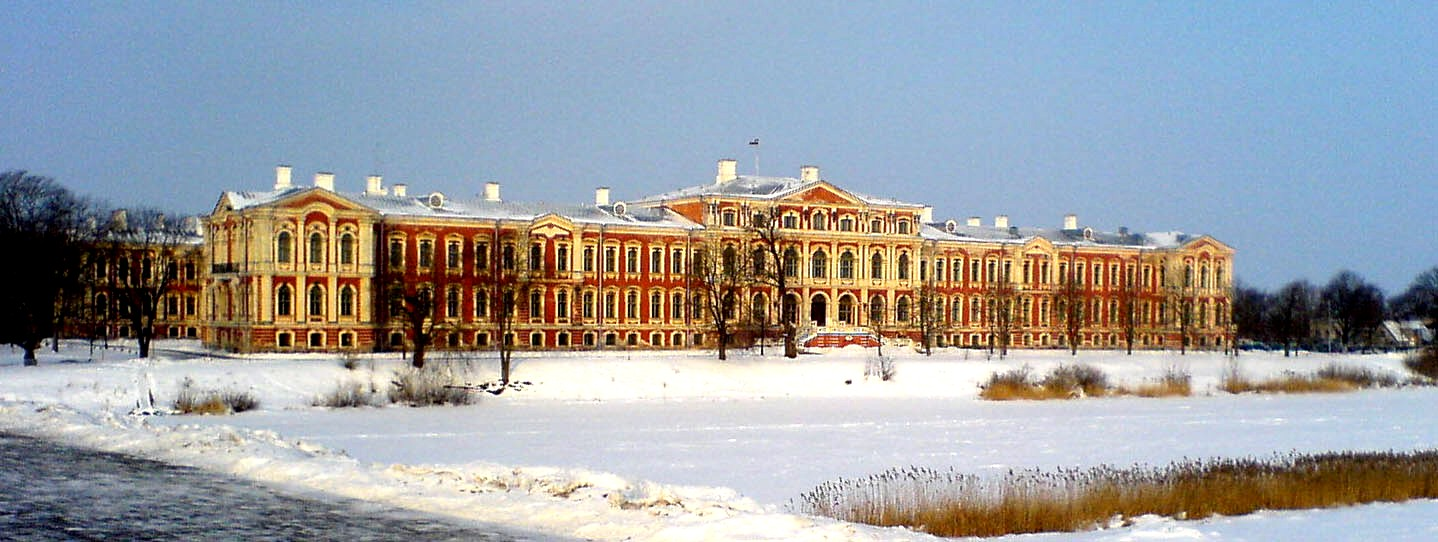
O Palácio de Jelgava, residência de Luís entre 1798 e 1801, e depois de 1804 a 1807

O imperador Paulo I da Rússia ofereceu a Luís em 1798 o uso do Palácio de Jelgava na Curlândia. Paulo também garantiu sua segurança e lhe deu uma generosa pensão, que entretanto acabou posteriormente retirada. Maria Teresa finalmente se juntou a Luís em 1799. Ele escreveu no final de 1798 e início de 1799 uma biografia de Maria Antonieta chamada Reflexões Históricas sobre Maria Antonieta. Luís tentou recriar a corte de Versalhes em Jelgava, onde muitos de seus antigos cortesãos passaram a viver, restabelecendo cerimônias como a lever e a coucher, que acompanhavam respectivamente o levantar da cama e o ir para a cama.
Maria Teresa se casou com Luís Antônio em 9 de junho de 1799 em Jelgava. Luís mandou que Maria Josefina comparecesse à cerimônia sem sua leitora e amiga de longa data (e suposta amante) Marguerite de Gourbillon. Ela vivia longe do marido em Schleswig-Holstein. Luís estava desesperado para mostrar ao mundo uma fachada familiar unida. Maria Josefina se recusou a deixar seu amigo para trás com consequências desagradáveis, rivalizando com o casamento em notoriedade. Luís sabia que seu sobrinho não era compatível com a sobrinha, mas mesmo assim pressionou pelo casamento, que mostrou-se bem infeliz e não produziu filhos.
Luís tentou estabelecer em 1800 uma correspondência com Napoleão Bonaparte, o Primeiro Consul Francês. Ele pedia para Napoleão restaurar os Bourbon para seu lugar de direito no trono, porém o cônsul manteve-se imune aos pedidos de Luís e continuou a consolidar sua posição como governante da França.
Ele incentivou a sobrinha a escrever suas memórias, já que tinha a intenção de usá-las como propaganda, também editando entre 1796 e 1803 os diários dos últimos criados de Luís XVI para o mesmo propósito. Paulo disse a Luís em janeiro de 1801 que ele não podia mais ficar na Rússia. A corte de Jelgava estava tão sem recursos que tiveram que leiloar possessões para pagar a viagem para fora da Rússia. Maria Teresa até vendeu um colar de diamante que o imperador havia lhe dado como presente de casamento.

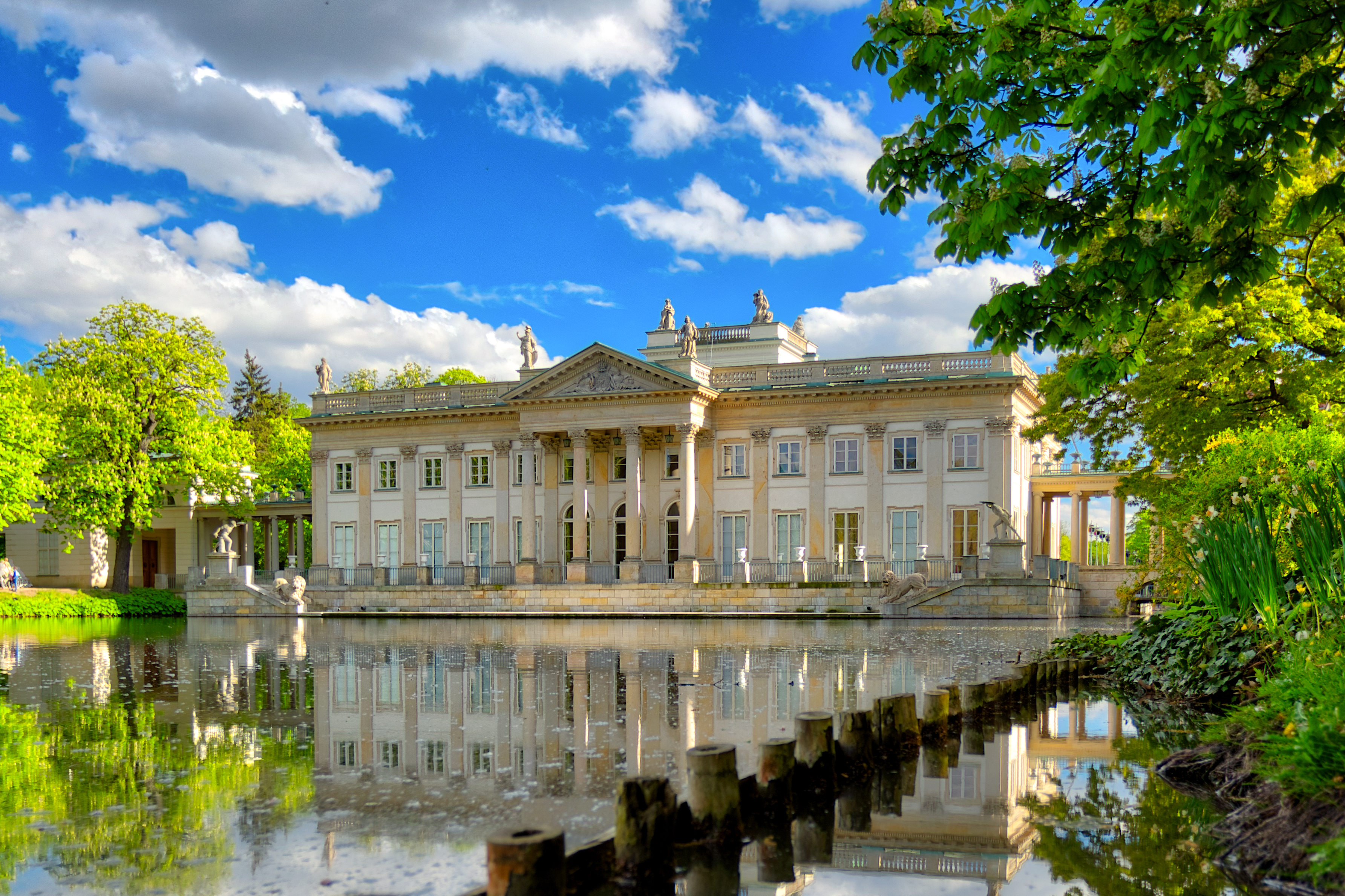
O Palácio Łazienki, casa de Luís e sua corte de 1801 até 1804

Maria Teresa conseguiu persuadir a rainha Luísa de Mecklemburgo-Strelitz, esposa do rei Frederico Guilherme III da Prússia, a dar refúgio para a família na Prússia. A rainha aceitou contanto que os Bourbon usassem pseudônimos, com Luís assumindo o título de Conde de Isle (nomeado em homenagem a sua propriedade em Languedoc) e em algumas ocasiões Conde de Lille. Entre 1801 e 1804 ele e a família residiram no Palácio Łazienki em Varsóvia, então parte da província da Prússia Meridional, depois de uma árdua viagem de Jelgava. De acordo com o relato da contemporânea Wirydianna Fiszerowa, as autoridades prussianas tocaram música para honrar suas chegadas, porém ao desejarem criar uma atmosfera nacional e patriótica acabaram escolhendo "A Marselhesa", o hino da República Francesa com alusões pouco lisonjeiras a Luís XVI e Luís XVIII. Os prussianos acabaram posteriormente se desculpando pelo erro.
Pouco depois de chegarem a família descobriu sobre o assassinato de Paulo. Luís esperava que o sucessor Alexandre I voltasse atrás sobre o banimento da família real francesa. Carlos pediu para o irmão enviar seu filho Luís Antônio e a nora Maria Teresa para junto dele em Edimburgo, onde estava vivendo. O Conde de Artois tinha uma pensão do rei Jorge III do Reino Unido e enviava algum dinheiro a Luís. A corte em exílio era mantida financeiramente principalmente por juros devedores de Francisco II em objetos de valor que sua tia Maria Antonieta havia tirado da França, com Luís assim sendo forçado a cortar muitos gastos.
A corte em exílio estava sendo espionada pela polícia francesa. Napoleão tentou convencer Luís em 1803 a abrir mão de sua reivindicação ao trono da França. Em maio do ano seguinte, Napoleão acabou se autodeclarando Imperador dos Franceses. Luís e seu sobrinho Luís Antônio partiram para a Suécia para uma conferência familiar dos Bourbon, onde os dois junto com Carlos emitiram uma declaração condenando a decisão de Napoleão de virar imperador. Frederico Guilherme emitiu uma proclamação afirmando que Luís deveria deixar o território prussiano. Alexandre convidou a família para voltar a residir em Jelgava. Luís aceitou voltar para a Rússia para viver em condições bem menos generosas do que havia vivido sob Paulo, porém ele tinha a intenção de ir para o Reino Unido assim que possível.
Enquanto o tempo passava, Luís percebeu que a França jamais aceitaria voltar para o Antigo Regime. Assim, criou em 1805 uma nova política com a intenção de reconquistar o trono: uma declaração dizendo que era muito mais liberal que seus predecessores. Ele repudiava a Declaração de Verona, prometia abolir o recrutamento, manter o sistema judicial e administrativo de Napoleão, reduzir os impostos, eliminar as prisões políticas e garantir anistia para todos que não se apuserem à restauração Bourbon. As opiniões expressadas na declaração eram principalmente aquelas de Antônio Luís Francisco de Bésiade, Conde de Avaray e associado próximo de Luís no exílio.
Luís foi forçado a deixar Jelgava novamente quando Alexandre lhe disse que sua segurança não podia ser garantida na Europa continental. Ele embarcou em julho de 1807 em uma fragata sueca indo para Estocolmo, levando consigo apenas Luís Antônio. Os dois não ficaram muito tempo na Suécia, chegando em novembro em Great Yarmouth, Norfolk, Reino Unido. Luís passou a morar no Gosfield Hall, alugado de Richard Temple-Nugent-Grenville, Marquês de Buckingham.

### Reino Unido

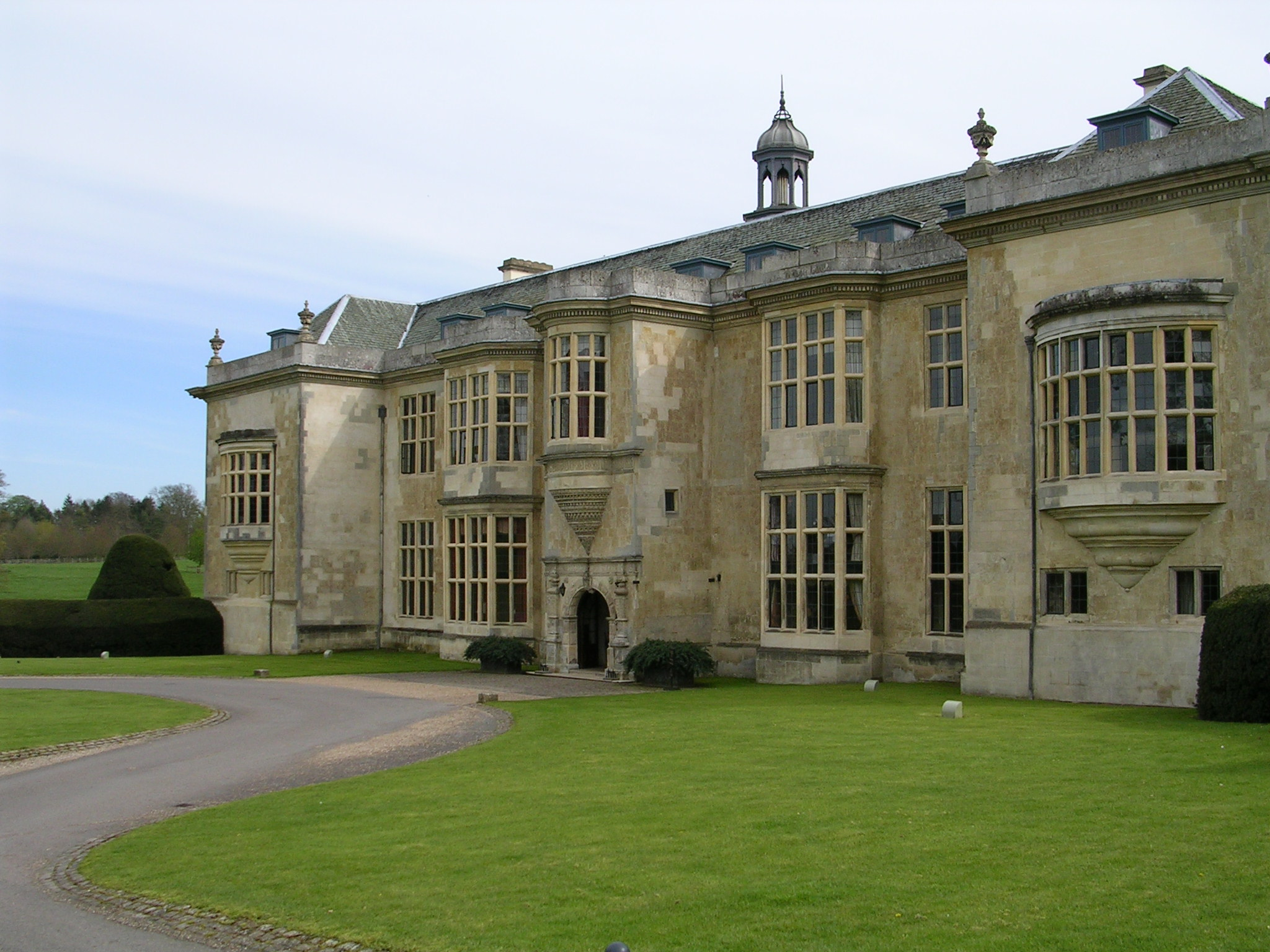
A Casa Hartwell, residência de Luís de 1808 até sua restauração

Luís trouxe Maria Josefina da Europa continental em 1808. Sua estadia em Gosfield Hall não durou muito, com ele logo se mudando para a Casa Hartwell em Buckinghamshire, onde mais de cem cortesãos passaram a viver. Luís pagou quinhentas libras esterlinas de aluguel anualmente ao proprietário sir George Lee. Jorge, Príncipe de Gales, foi muito caridoso com os Bourbon. Como Príncipe Regente, ele lhes deu direito de asilo permanente e pensões extremamente generosas.
Carlos não juntou-se à corte em exílio em Hartwell, preferindo continuar sua vida frívola em Londres. O Conde de Avaray partiu em 1809 para Madeira, Portugal, onde acabou morrendo em 1811. Luís o substituiu como seu principal conselheiro político por Luís João Casimiro, Conde de Blacas. Sua esposa Maria Josefina acabou morrendo em 13 de novembro de 1810. Luís sofreu no mesmo inverno um caso particularmente grave de gota, um problema que havia se tornando recorrente para ele em Hartwell, sendo forçado a ficar em uma cadeira de rodas.
Napoleão partiu em 1812 para uma invasão da Rússia. O conflito acabou tornando-se um grande ponto de virada, já que a expedição falhou completamente e o imperador foi forçado a recuar com seu exército destruído. Luís emitiu no ano seguinte a Declaração de Hartwell, ainda mais liberal que a declaração que havia publicado em 1805, afirmando que todos aqueles que serviram Napoleão ou a república não sofreriam repercussões por seus atos, além que todos que possuíssem terras confiscadas de nobres ou do clero durante a revolução receberiam compensação pelas perdas.
Tropas aliadas da Sexta Coligação acabaram conseguindo derrotar Napoleão e chegar em Paris em 1814. Como Luís não estava conseguindo andar, ele enviou Carlos em seu nome para a França em janeiro. Luís emitiu cartas-patente nomeando o irmão como Tenente-General do Reino no caso dos Bourbon serem restaurados. Napoleão abdicou em 11 de abril, cinco dias depois de seu senado ter convidado Luís para assumir o trono francês.

## Reinado

### Restauração

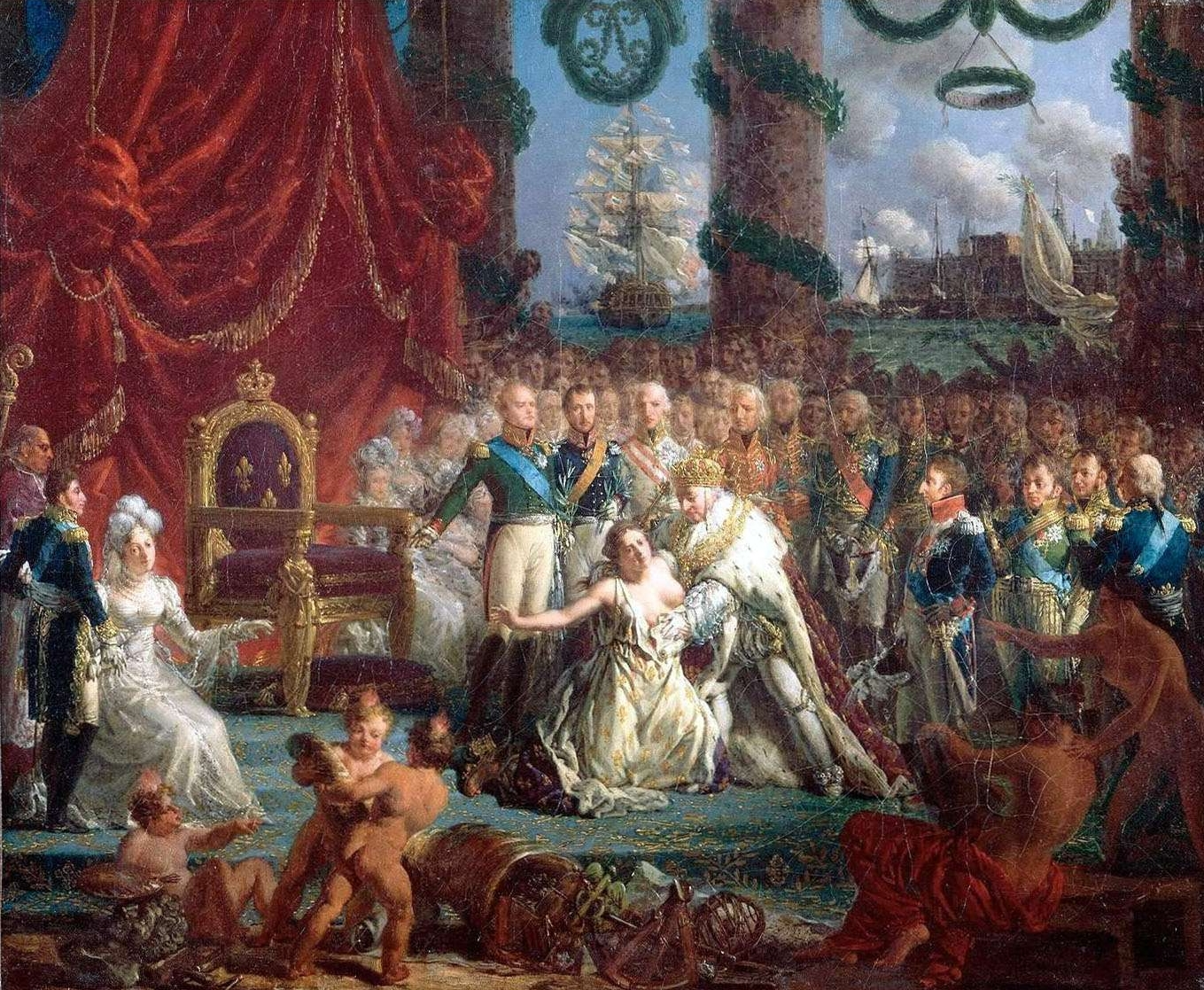
Alegoria do Retorno dos Bourbon em 24 de abril de 1814: Luís XVIII Levanta a França de Suas Ruínas, por Louis-Philippe Crépin em 1814. No Palácio de Versalhes

Carlos governou como Tenente-General do reino até a chegada de Luís em Paris no dia 3 de maio. Ao retornar, o novo rei se mostrou para seus súditos ao criar uma procissão pela cidade. Ele passou a morar no Palácio das Tulherias no mesmo dia. Maria Teresa desmaiou ao ver as Tulherias, local em que havia vivido durante a Revolução Francesa.
O Senado Conservador de Napoleão convidou Luís para o trono sob a condição que ele aceitaria uma constituição que implicava no reconhecimento da república e do império, um parlamento de duas câmeras eleito todos os anos e a bandeira tricolor dos regimes anteriores. Luís se opôs à constituição do senado e afirmou que estava "dissolvendo o senado atual em todos os crimes de Bonaparte, e apelando para o povo francês". A constituição foi queimada em um teatro realista de Bordeaux, com a Câmara Municipal de Lyon votando por um discurso que difamava o senado.
As grandes potências que ocupavam Paris exigiram que Luís implementasse uma constituição. Ele respondeu com a Carta de 1814, que incluía muitas disposições progressivas: liberdade religiosa, um legislativo composto para uma Câmara dos Deputados e uma Câmara dos Pariatos, uma imprensa com um certo grau de liberdade e uma disposição afirmando que aqueles que mantinham terras e propriedades anteriormente confiscadas do clero e da nobreza não perderiam os bens. A constituição tinha 76 artigos. Impostos seriam votados pelas câmaras e o catolicismo seria a igreja oficial da França. Para ser elegível para a Câmara dos Deputados, uma pessoa deveria pagar mais de mil francos anualmente em impostos e ter mais de quarenta anos de idade. O rei nomearia pariatos para a Câmara dos Pariatos pela base hereditária ou pela vida inteira à seu critério. Deputados seriam eleitos a cada cinco anos, com um quinto deles sendo eleitos anualmente. Na época, noventa mil cidadãos tinham o direito ao voto.
Luís assinou em 30 de maio de 1814 o Tratado de Paris, que dava à França suas fronteiras de 1792, que se estendiam ao leste até o Reno. O país não pagaria compensações de guerra e os exércitos da Sexta Coligação que ocupavam território francês iriam se retirar. Esses termos generosos acabariam revertidos no Tratado de Paris de 1815.
Não demorou muito para Luís voltar atrás em suas muitas promessas. Ele e Joseph Dominique, Barão Louis e Controlador-Geral das Finanças, estavam determinados em não deixar que o tesouro entrasse em um déficit (havia 75 milhões de francos em dívidas herdadas de Napoleão), assim tomaram medidas para garantir tal. O rei havia prometido ao povo que os impopulares impostos sobre o tabaco, vinho e sal seriam abolidos se fosse restaurado ao trono, porém ele não o fez e acabou gerando protestos em Bordeaux. Os gastos do exército foram cortados no orçamento de 1815 – no ano anterior, os militares haviam sido responsáveis por 55% dos gastos do governo.

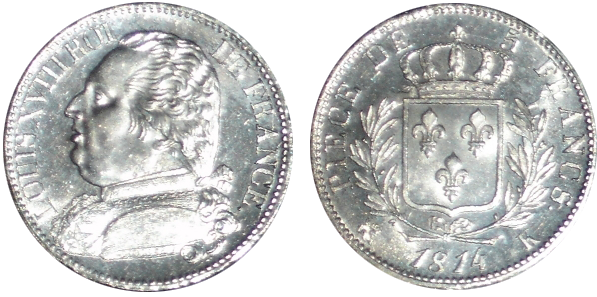
Moeda de cinco francos de Luís cunhada em 1814

Luís colocou seu irmão Carlos e os filhos dele Luís Antônio, Duque de Angoulême, e Carlos Fernando, Duque de Berry, no conselho do rei assim que foi criado em maio de 1814. O conselho era informalmente liderado por Charles-Maurice de Talleyrand, Príncipe de Talleyrand. Luís se interessou muito pelo que estava acontecendo no Congresso de Viena, que se reuniu para redesenhar o mapa da Europa após a derrota de Napoleão. Talleyrand representou a França nos procedimentos. O rei ficou horrorizado com a intenção da Prússia de anexar o Reino da Saxônia, que era a terra natal de sua mãe, também ficando preocupado que o país poderia dominar a Germânia. Ele também desejava que o Ducado de Parma e Placência fosse restaurado aos Bourbon parmenses e não à arquiduquesa Maria Luísa de Áustria como havia sido sugerido pelos aliados.
Luís também protestou pela falta de ação dos aliados no Reino de Nápoles, onde ele queria que o usurpador napoleônico Joaquim Murat fosse retirado em nome dos Bourbon napolitanos. A Áustria, em nome dos aliados, concordou em fevereiro de 1815 em enviar uma força até Nápoles para depor Murat, quando ficou aparente que ele estava se correspondendo com Napoleão, algo que havia sido proibido. Na verdade Murat nunca escreveu para o ex-imperador, porém Luís queria restaurar seus parentes napolitanos a qualquer custo e forjou a correspondência, também apoiando as forças austríacas com 25 milhões de francos.

### Cem Dias

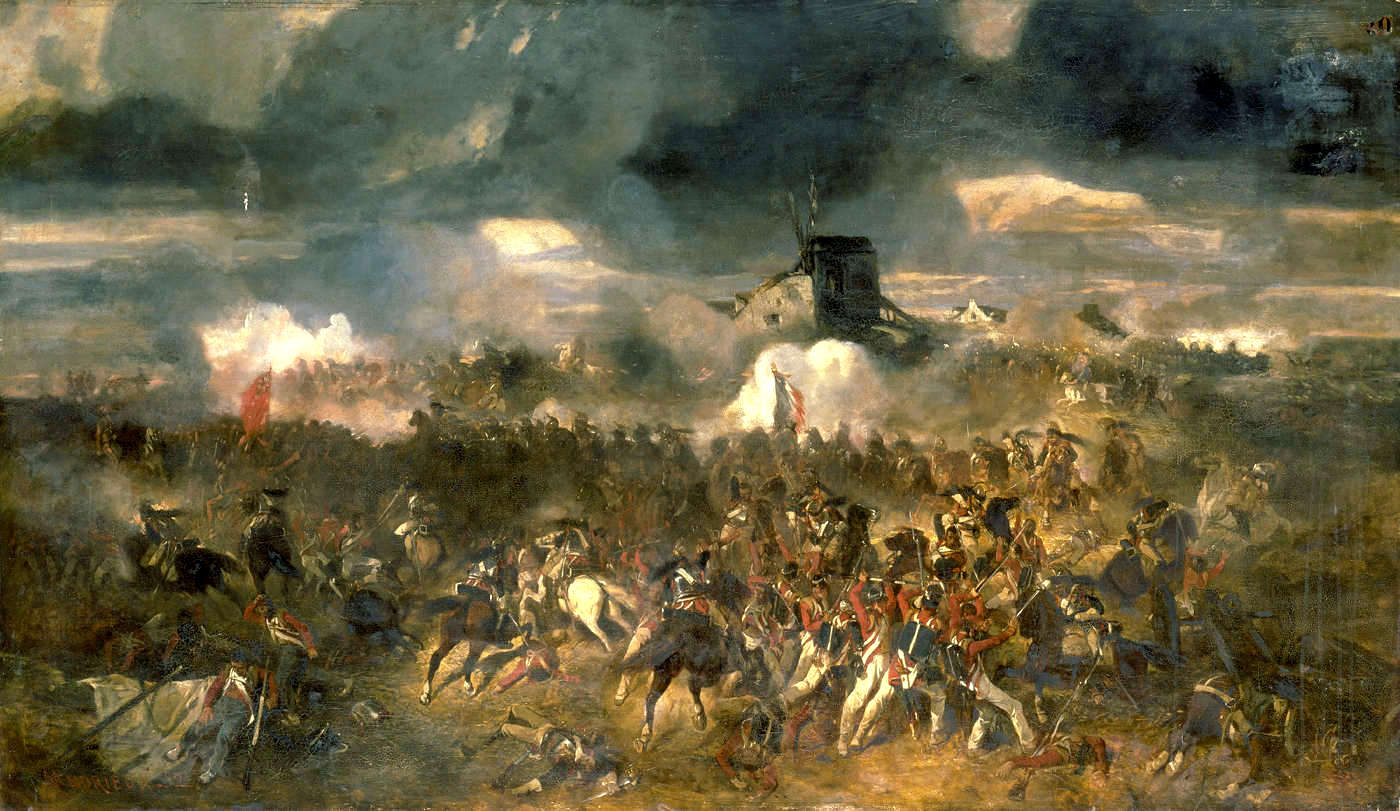
A Batalha de Waterloo por Clément-Auguste Andrieux, em 1852. No Palácio de Versalhes

Napoleão escapou de seu exílio na Ilha de Elba em 26 de fevereiro de 1815 e embarcou para a França. Ele chegou perto de Cannes em 1 de março com aproximadamente mil tropas. Luís não se preocupou muito com a incursão de Napoleão já que um número tão pequeno de homens poderia ser facilmente derrotados. Entretanto, um dos grandes problemas dos Bourbon até aquele momento era que o rei não tinha conseguido retirar de seu exército tropas bonapartistas. Isso ocasionou grandes deserções para o lado de Napoleão. Além disso, Luís não podia se juntar à campanha no sul da França por estar sofrendo outro ataque de gota. Nicolas Jean de Dieu Soult, ministro da guerra, enviou Carlos, Luís Filipe III, Duque de Orleães, e Jacques MacDonald para prenderem Napoleão.
A subestimação de Napoleão por parte de Luís foi desastrosa. O exército acampado do lado de fora de Paris desertou em 19 de março, deixando a cidade vulnerável a um ataque. O rei fugiu da capital no mesmo dia durante a noite com uma pequena escolta. Luís decidiu ir primeiro para Lille e depois cruzou a fronteira para os Países Baixos, ficando em Gante. Alguns líderes europeus, mais proeminentemente Alexandre I da Rússia, debateram se Luís Filipe deveria ser proclamado rei ao invés de Luís caso conseguissem uma nova vitória contra o Império Francês.
Entretanto, Napoleão não chegou a governar a França por muito tempo, sofrendo uma derrota decisiva em 18 de junho nas mãos dos exércitos comandados por Arthur Wellesley, 1.º Duque de Wellington, e pelo marechal de campo Gebhard Leberecht von Blücher na Batalha de Waterloo. Em seguida, os aliados da Sétima Coligação chegaram ao consenso que Luís deveria ser restaurado ao trono francês.

### Estabilização e política
Luís prontamente voltou para a França depois da derrota de Napoleão "no comboio de bagagem do inimigo" (com as tropas de Wellington) para garantir sua segunda restauração. O duque usou a pessoa de Luís para abrir caminho até Paris, já que algumas fortalezas se recusavam a se render para os aliados mas concordavam em se entregar para seu rei. Ele chegou em Cambrai no dia 26 de junho, onde emitiu uma proclamação afirmando que todos aqueles que serviram com o ex-imperador nos Cem Dias não seriam perseguidos, exceto pelos "instigadores". Também reconhecia que seu governo pode ter cometido alguns erros durante a primeira restauração. Em 29 de junho, uma delegação de cinco membros da Câmara dos Deputados e da Câmara dos Pariatos foi até Wellington falar sobre colocar um príncipe estrangeiro no trono da França. Ele rejeitou a proposta de imediato, dizendo que "[Luís é] o melhor caminho para preservar a integridade da França". O duque mandou os deputados apoiarem a causa do rei. Luís entrou em Paris no dia 8 de julho e teve uma recepção barulhenta: os jardins do Palácio das Tulherias estavam lotados de cidadãos e, de acordo com o próprio Wellington, a aclamação das multidões foi tão alta que ele não conseguia conversar com o rei.

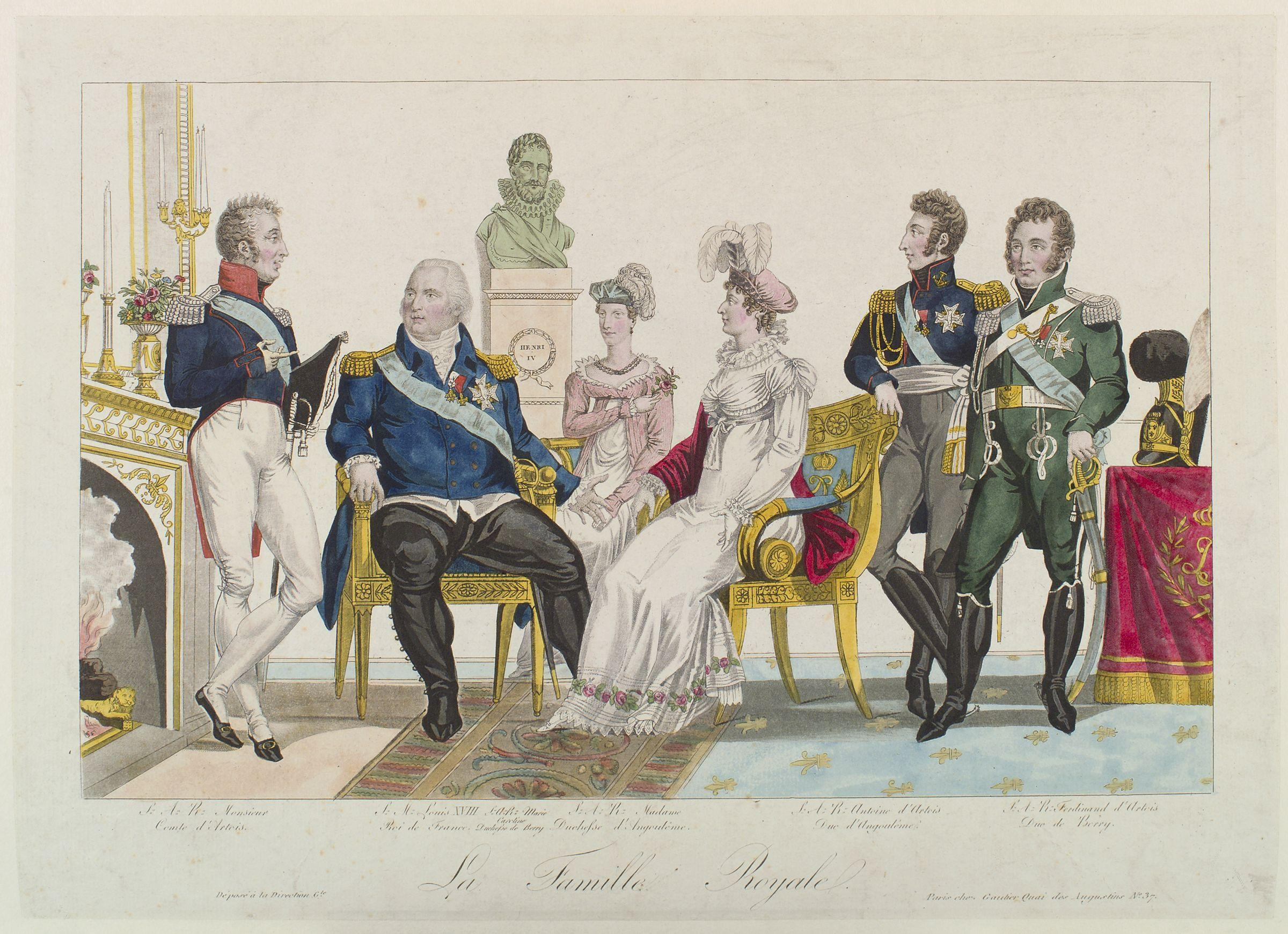
A família real. Esquerda para direita: Carlos, Conde de Artois, Luís XVIII, Maria Carolina, Duquesa de Berry, Maria Teresa, Duquesa de Angoulême, Luís Antônio, Duque de Angoulême, e Carlos Fernando, Duque de Berry

Luís voluntariamente diminuiu sua participação na política após os Cem Dias; ele relegava a maioria de suas funções a um conselho. Ele e seu ministério embarcaram em uma série de reformas. O conselho do rei, um grupo informal de ministros que o aconselhavam, foi dissolvido e substituído por conselho privado menor e mais fechado chamado de Ministério do Rei. Carlos e seus filhos Luís Antônio e Carlos Fernando foram tirados do novo ministério e Talleyrand foi nomeado Presidente do Conselho, efetivamente agindo como primeiro-ministro da França. O ministério dissolveu em 14 de julho as unidades do exército consideradas "rebeldes". Pariatos hereditários a critério de Luís foram restabelecidos.
Eleições realizadas em agosto para a Câmara dos Deputados tiveram resultados pouco favoráveis para Talleyrand. O ministério queria deputados mais moderados, porém o eleitorado votou quase que exclusivamente para ultrarrealistas, resultando na chamada "Câmara Inalcançável". Maria Teresa e Carlos pressionaram Luís para a dispensa de seu ministério obsoleto. Talleyrand entregou sua renúncia em 20 de setembro. O rei escolheu Armand du Plessis, Duque de Richelieu, como o novo primeiro-ministro. du Plessis foi escolhido por ser aceito tanto pela família real quanto pela Câmara dos Deputados reacionária.
O sentimento antinapoleônico ainda era grande no sul da França, sendo mostrado proeminentemente no Terror Branco, quando todos os oficiais napoleônicos importantes do governo foram expulsos e alguns até executados. O povo francês cometeu enormes atos de violência contra alguns desses oficiais; por exemplo, o marechal Guillaume Marie-Anne Brune foi selvagemente assassinado e seu corpo jogado no rio Ródano. Luís deplorava tais atos de violência, porém era veementemente a favor da acusação dos marechais que haviam ajudado Napoleão nos Cem Dias. Seu governo executou Michel Ney em dezembro de 1815 por traição. Seus conselheiros mais próximos pediram para que ele infligisse punições firmes contra os "traidores".

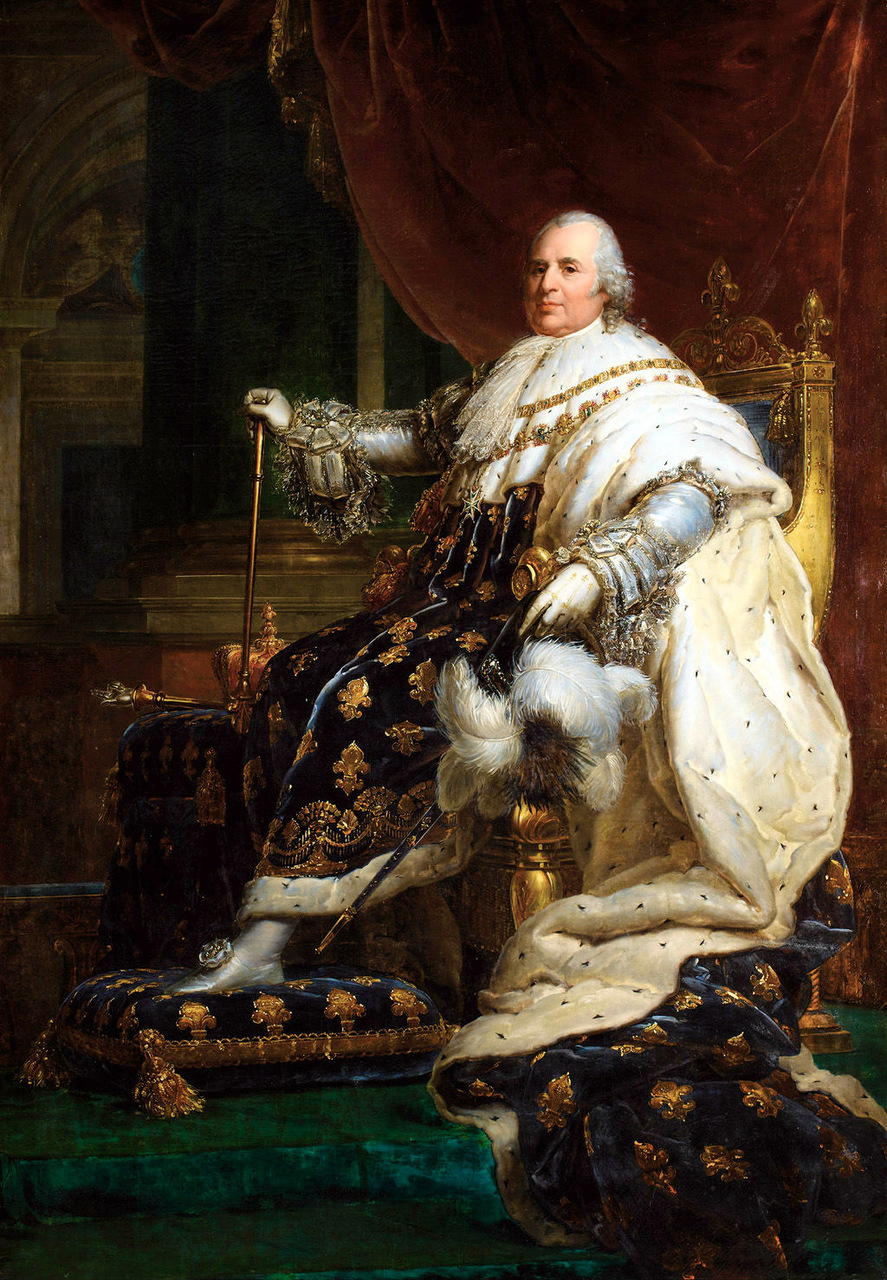
Luís c. 1817, por François Gérard. No Hôtel Beauharnais

O rei estava relutante em derramar sangue e isso acabou irritando muito a Câmara dos Deputados, que achava que Luís não estava executando pessoas o bastante. O governou emitiu em janeiro de 1816 uma proclamação de anistia a todos os "traidores", porém os julgamentos que já haviam começado foram devidamente levados até o fim. A mesma declaração bania qualquer membro da Casa de Bonaparte em manter uma propriedade na França ou entrar no país. Estima-se que entre cinquenta e oitenta mil oficiais foram expulsos do governo naquilo que ficou conhecido como o Segundo Terror Branco.
O governo de Luís teve de assinar em novembro de 1815 um novo Tratado de Paris que encerrou formalmente os Cem Dias de Napoleão. Enquanto o tratado anterior tinha sido bem favorável à França, o novo foi mais severo. As fronteiras do país foram diminuídas até suas extensões de 1790. Ela teve de pagar para um exército ocupá-la por pelo menos cinco anos, ao custo de 150 milhões de francos anualmente, e também pagar uma indenização de setecentos milhões de francos aos aliados.

### Últimos anos
As câmaras aprovaram em 1818 leis militares que aumentavam o tamanho do exército para mais de cem mil homens. Em outubro do mesmo ano, du Plessis convenceu os exércitos estrangeiros que ocupavam a França a partirem mais cedo em troca de uma quantia de duzentos milhões de francos.
O rei escolheu muitos ministros de centro com a intenção de agradar a população, muito para o desalento de seu irmão Carlos, um ultrarrealista. Luís sempre temeu o dia de sua morte, acreditando que seu irmão e herdeiro abandonaria o governo centrista por uma autocracia ultrarrealista, algo que ele tinha certeza que não traria resultados positivos.
Ele não gostava do príncipe de sangue Luís Filipe III, Duque de Orleães, tomando todas as oportunidades para desprezá-lo, negando-lhe o estilo de "Sua Alteza Real" parcialmente por ressentimento do pai do duque ter votado pela execução de Luís XVI. O sobrinho de Luís, Carlos Fernando, Duque de Berry, foi assassinado em 14 de fevereiro de 1820. A família real foi tomada pela dor e o rei quebrou uma antiga tradição ao comparecer ao funeral do sobrinho, já que os reis da França não podiam ser associados com a morte. A morte de Carlos Fernando colocou a Casa de Orleães mais próxima de suceder ao trono futuramente.

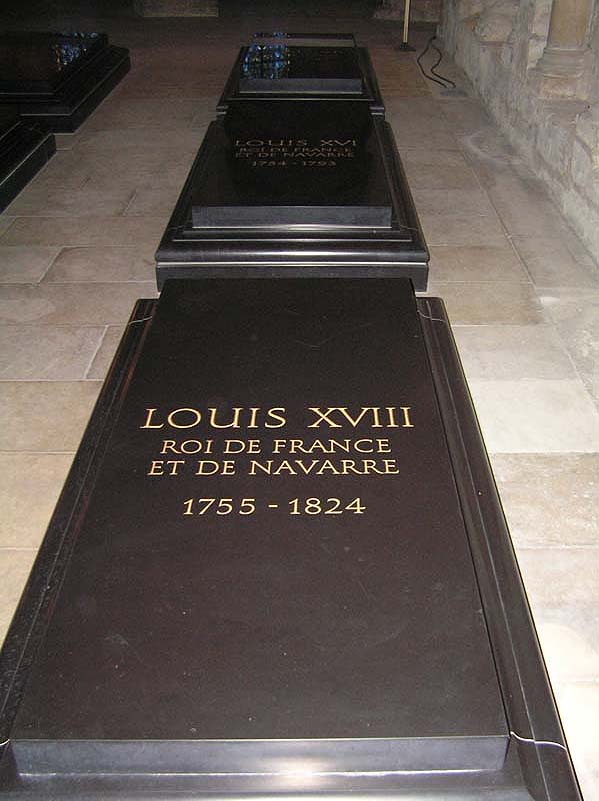
Tumba de Luís em Saint-Denis

Acreditava-se que o Duque de Berry era o único membro da família real capaz de gerar filhos. Sua esposa Maria Carolina de Nápoles e Sicília deu à luz um filho póstumo em setembro, Henrique, Duque de Bordeaux, apelidado de "Dádiva de Deus" pelos Bourbon já que seu nascimento parecia ter cimentado o futuro da dinastia. Entretanto, a sucessão ainda estava em dúvida; a Câmara dos Deputados propôs acabar com a Lei Sálica para permitir que Maria Teresa ascendesse ao trono.
A câmara ratificou uma legislação em 12 de junho de 1820 que aumentava o número de deputados de 258 para 430. Os deputados adicionais seriam eleitos pelo quarto mais rico da população em cada departamento. Esses indivíduos tinham efetivamente o direito a dois votos. Na mesma época, Luís começou a receber visitas semanais de uma mulher chamada Zoé Talon, ordenando que ninguém o incomodasse enquanto conversava com ela. Havia rumores que ele inalava rapé dos seios dela, que fez com que Talon ganhasse o apelido de "caixa de rapé". A França embarcou em uma intervenção militar na Espanha, onde havia ocorrido uma revolta contra o rei Fernando VII. A rebelião foi esmagada, com as forças franceses sendo lideradas por Luís Antônio.
A saúde do rei começou a cair na primavera de 1824. Ele sofria de obesidade, gota e gangrena em suas pernas e espinha. Luís XVIII acabou morrendo em 16 de setembro de 1824 junto com sua família e alguns oficiais do governo. Ele foi sucedido por seu irmão o Conde de Artois, que ascendeu ao trono como Carlos X. Luís foi o último monarca francês a morrer enquanto ainda era rei. Ele foi enterrado na Basílica de Saint-Denis, a necrópole dos reis franceses.